# Osiv, Radomîșl
Osiv (în ucraineană Осів) este un sat în așezarea urbană Bila Krînîțea din raionul Radomîșl, regiunea Jîtomîr, Ucraina.

## Demografie
Componența lingvistică a localității Osiv
     Ucraineană (96,43%)
     Rusă (3,57%)
Conform recensământului din 2001, majoritatea populației localității Osiv era vorbitoare de ucraineană (96,43%), existând în minoritate și vorbitori de rusă (3,57%).